# Rudolf de Zähringen
Rudolf de Zähringen (de asemenea, Rudolph, sau Raoul) (n. cca. 1135 – d. 5 august 1191) a fost arhiepiscop de Mainz între 1160 și 1161 și principe-episcop de Liège.
Rudolf a fost fiul ducelui Conrad I de Zähringen cu Clementia de Luxemburg-Namur.
După moartea lui Arnold de Selenhofen, cetățenii din Mainz l-au ales pe Rudolf ca arhiepiscop, însă orașul a fost pus sub interdict, iar aristocrația și clerul s-au refugiat la Frankfurt pe Main, unde l-au ales în schimb pe Christian de Buch. Niciunea dintre elecții nu a fost recunoscută de către împăratul Frederic I Barbarossa. La sinodul desfășurat la Lodi, ambii arhiepiscopi aleși au fost depuși, iar Rudolf a fost excomunicat.
În 1167, el a devenit episcop de Liège, o poziție aproape la fel de importantă pe plan secular cu cea de Mainz. Ca episcop, el l-a sprijinit pe fratele lui, ducele Berthold al IV-lea de Zähringen. La 11 mai 1188, el a ajuns în fruntea unei armate pentru a lua partye la asediul Acrei de către cruciați participanți la Cruciada a treia. El a murit pe drumul de întoarcere din cruciadă, la Herdern. A fost înmormântat în mănăstirea Sfântului Petru din acel loc.
1. 1 2  „Rudolf de Zähringen”, Gemeinsame Normdatei, accesat în 9 aprilie 2014
2. 1 2  The Peerage
3. ↑  Catholic-Hierarchy.org, accesat în 22 august 2023